# Arancha Martí
Arancha Martí (Madrid, 17 de noviembre de 1994) es una actriz española de cine y televisión, más conocida por interpretar el papel de Carla en La gran familia española y el de Irene en Ciega a citas (serie de televisión) lo que le valió una nominación a los Premios unión de actores 2014.

## Carrera
Empezó a estudiar arte dramático en la Escuela Cristina Rota en 2009. 
Desde 2010 hasta 2011 fue personajes episódicos en series de éxito como Doctor Mateo o Águila Roja, hasta que en 2012 obtuvo el personaje de Tatiana en la tercera temporada de El barco de Antena 3.
En 2013 volvió al cine con La gran familia española dirigida por Daniel Sánchez Arévalo donde interpretó a Carla, una joven embarazada por Efra (Patrick Criado), su novio y futuro marido.
Este mismo año también participó en la película Herencia dirigida por Mario Bolaños , interpretando a una joven enferma terminal.
En 2014, interpretó a Irene en Ciega a citas, una telenovela de Cuatro.

## Filmografía

### Cine
| Cine | Cine                     | Cine              | Cine     | Cine             |
| Año  | Título                   | Papel             | Tipo     | Notas            |
| ---- | ------------------------ | ----------------- | -------- | ---------------- |
| 2013 | Venganza del más allá    | Daniel Piniella   | Película | Papel principal  |
| 2013 | La gran familia española | Carla Diego López | Película | Papel principal  |
| 2013 | Herencia                 | Clara             | Película | Papel principal  |
| 2017 | Sólo se vive una vez     | Sara Kreiner      | Película | Papel principal  |
| 2018 | Perdida                  | Lucrecia          | Película | Papel secundario |

### Series de televisión
| Año  | Serie                     | Canal     | Personaje            | Notas         |
| ---- | ------------------------- | --------- | -------------------- | ------------- |
| 2009 | Hospital Central          | Telecinco | Nieta de Venancio    | 1 episodio    |
| 2010 | Doctor Mateo              | Antena 3  |                      | 1 episodio    |
| 2011 | Águila Roja               | La 1      |                      | 1 episodio    |
| 2011 | 14 de abril. La República | La 1      |                      | 1 episodio    |
| 2012 | El barco                  | Antena 3  | Tatiana              | 1 episodio    |
| 2014 | Ciega a citas             | Cuatro    | Irene Zabaleta Soler | 137 episodios |

### Videoclips
| Videoclip | Videoclip      | Videoclip | Videoclip | Videoclip |
| Año       | Título         | Papel     | Tipo      | Notas     |
| --------- | -------------- | --------- | --------- | --------- |
| 2014      | A tu salud     | -         | Videoclip | Vikxie    |
| 2014      | Gotas Suicidas | -         | Videoclip | Romero    |

## Premios y nominaciones
| Unión de actores | Unión de actores        | Unión de actores         | Unión de actores | Unión de actores |
| Año              | Categoría               | Trabajo                  | Resultado        |                  |
| ---------------- | ----------------------- | ------------------------ | ---------------- | ---------------- |
| 2014             | Mejor actriz revelación | La gran familia española | Nominada         |                  |